# Nicolas Régnier (homme politique)
Pour les articles homonymes, voir Nicolas Régnier (peintre), Régnier et Duc de Massa.
Nicolas François Sylvestre Régnier, comte de Gronau et de l'Empire (1811), duc de Massa et pair de France (1816-1848), né le 31 décembre 1783 à Nancy et décédé le 20 août 1851 au château de Moncontour, à Vouvray (Indre-et-Loire), est un haut fonctionnaire et un homme politique français.

## Biographie
Fils de Claude Ambroise Régnier, duc de Massa, ministre de la Justice sous le gouvernement impérial. Quoiqu'ayant fait son droit, il ne suivit pas comme son père la carrière du barreau, il préféra celle de l'administration.
Nommé parmi les premiers auditeurs au Conseil d'État en thermidor an XI (22 juillet 1801), il est détaché au ministère de la justice, à la section de législation (13 août 1803 - 1808, mais aussi à la commission du contentieux de 1807 à 1808. Passé en service extraordinaire en 1808, il est nommé sous-préfet de Château-Salins le 19 octobre 1808 (prise de poste le 29 novembre 1808), avant de devenir secrétaire général du Conseil du sceau des titres le 12 septembre 1810.
Il épouse à Paris, en décembre 1810 la fille aînée du maréchal-duc de Tarente.
En 1811, il est fait comte de Gronau et de l'Empire (ancienne seigneurie prussienne, médiatisée).
En avril 1812, il est nommé auditeur de première classe en service ordinaire près du ministre de la Justice et de la section de législation, poste qu'il occupe jusqu'en 1813 et qui lui permet assister aux séances du Conseil présidées par l'Empereur.
En 1813, il repasse en service extraordinaire et devient préfet de l'Oise (30 septembre 1813 - 20 octobre 1813). Survient alors, le 24 juin 1814, la mort de son père : il hérite de son titre de duc de Massa.
Après avoir fait contre les Alliés envahissant le territoire national diverses proclamations très énergiques, qui n'étaient que la copie des instructions ministérielles qu'il recevait, il adhère à la déchéance de Napoléon Ier. Il est confirmé dans son poste par Louis XVIII à la Première Restauration et prend alors résolument la cause des Bourbons.
Pendant les Cent-Jours, Napoléon l'invite à continuer ses fonctions, mais Régnier refuse, et, imitant son beau-père le Duc de Tarente, donne sa démission. La préfecture est donnée au baron Basset de Châteaubourg.
À la seconde Restauration, il est nommé préfet du Cher le 14 juillet 1815, mais se démet de ses fonctions lorsqu'il est appelé, le 10 juillet 1816, à siéger à la Chambre des pairs. Il est remplacé à la préfecture de Beauvais par M. Pons Louis François de Villeneuve.
Louis XVIII l'avait créé pair de France sous le titre de duc de Massa, que portait son père, et ses lettres d'institution de pairie héréditaire ont été registrées à la chambre haute et à la cour royale de Paris les 15 janvier et 2 mai 1818. Le duc de Massa a été créé officier de la Légion d'honneur le 19 août 1823.
Votant généralement avec les modérés, il prête serment à Louis-Philippe Ier après les Trois Glorieuses. Élevé à la dignité de commandeur de la Légion d'honneur (30 avril 1836), il siège à la Chambre des pairs jusqu'à la révolution de février 1848 et la proclamation de la Deuxième République.
En 1817-1819, il fut propriétaire du domaine des Coudrais à Etiolles (Essonne) qu'il revendit à Antoine Alexandre de Canouville.

### Vie familiale
Fils de Claude Ambroise Régnier (6 avril 1746 - Blâmont ✝ 24 juin 1814 - Paris, inhumé au Panthéon (caveau III)), duc de Massa, ministre de la Justice sous le gouvernement impérial, et de Charlotte Lejeune ( ✝ 25 janvier 1835 - Paris), il épouse en décembre 1810 (Paris) Anne-Charlotte, dite Nancy MacDonald, fille aînée du Maréchal MacDonald (29 février 1792 - Saint-Germain-en-Laye ✝ 28 mai 1870 - Château de Moncontour, Vouvray (Indre-et-Loire). Ensemble, ils eurent :
- Alfred (1811 ✝ 9 janvier 1813) ;
- Alphonse (7 août 1814 ✝ 21 février 1846), marquis de Massa, marié avec Caroline Leroux (1er juin 1816 ✝ 17 mai 1874 - Paris), dont :
  - André Philippe Alfred (15 février 1837 ✝ 1913), comte de Gronau, 3e duc de Massa (23 janvier 1852), Compositeur, sans postérité ;
  - Alexandrine (1840 ✝ 1844) ;
- Charlotte Joséphine Nancy (1816 ✝ 24 octobre 1864), épouse de Jacques Édouard Burignot de Varennes (1795 ✝ 1873), Ambassadeur français, député de Saône-et-Loire, sénateur du Second Empire ;
- Adèle Marie Sidonie Mathilde (1827 ✝ 1907) ;
- Alexandre Philippe (6 décembre 1831 - Paris ✝ 24 octobre 1910 - Paris), marquis de Massa, Officier de cavalerie, membre de la Légion d'honneur, marié le 5 janvier 1874 (Paris) avec Françoise Coppens (12 décembre 1855 ✝ 1937), dont :
  - Jean Louis Napoléon Eugène (25 décembre 1875 - Paris † (29 mai 1946 - Chaumes-en-Brie[1]), 4e duc de Massa, marié le 15 octobre 1903 à Paris avec Odette Marie Catherine Armande de Boutray (27 juin 1880 - Versailles ✝ (18 janvier 1961 - Chaumes-en-Brie, dont :
    1. André (9 mai 1905 ✝ 1962), 5e duc de Massa, sans postérité ;
    2. Philippe (1910 ✝ 1940) ;
    3. Henri-Claude (décembre 1913 ✝ 1934) ;

  - Alfred Eugène Gaston (28 septembre 1881 ✝ 1935) ;
  - Charles Philippe Jacques (5 mai 1885 - Paris VIIIe ✝ Tué par un éclat d'obus le 15 octobre 1918 - mort pour la France à Reygerie, Belgique), Saint-Cyrien (1904-1906 : promotion du Centenaire d'Austerlitz), capitaine au 31e régiment de dragons.

## Titres
- 1er Comte de Gronau et de l'Empire (1811) ;
- 2e Duc de Massa (7 mars 1815).

## Fonctions
- Conseiller d'État :
  - Auditeur thermidor an XI (22 juillet 1801), affecté près le ministre de la Justice,
  - Affecté près la section de législation (an XII-1808),
  - Rattaché à la commission du contentieux (1807-1808),
  - En service extraordinaire (1808),
  - Auditeur de première classe en service ordinaire près du ministre de la Justice et de la section de législation (avril 1812 - 1813),
  - En service extraordinaire (octobre 1813),
- Sous-préfet du Château de Salins (19 octobre 1808),
- Préfet de l'Oise : nommé le 30 septembre 1813, installé le 20 octobre 1813, démissionne aux Cent-Jours ;
- Préfet du Cher : le 14 juillet 1815 ;
- Pair de France[2] : 10 juillet 1816, duc-pair le 31 août 1817, lettres patentes du 20 décembre 1817.

## Distinctions
- Légion d'honneur :
  - Officier (19 août 1823), puis,
  - Commandeur de la Légion d'honneur (30 avril 1836).

## Armoiries
| Image | Blasonnement |
| ----- | --- |
|       | Armes de Comte de Gronau et de l'Empire : Parti : au I coupé du quartier des Comtes Conseillers d'État et de gueules semé d'étoiles d'argent ; au II ; écartelé : au 1, d'argent, au lion de gueules ; au 2, d'or, au dextrochère armé de gueules, mouvant du flanc sénestre, tenant une croix haute recroisetée au pied fiché ; au 3, d'or, à la galère de sable, pavillonnée et girouettée de gueules ; au 4, de sinople, au saumon nageant d'argent (de Macdonald) ; sur-le-tout d'hermine, à la fasce de sable, chargé de trois alérions d'or (de Régnier)., |
|       | Armes des Régnier de Massa sous l'Ancien Régime, reprises à la Restauration : D'hermine, à la fasce de sable, chargée de trois alerions d'or., |